# Мозаики М. В. Ломоносова

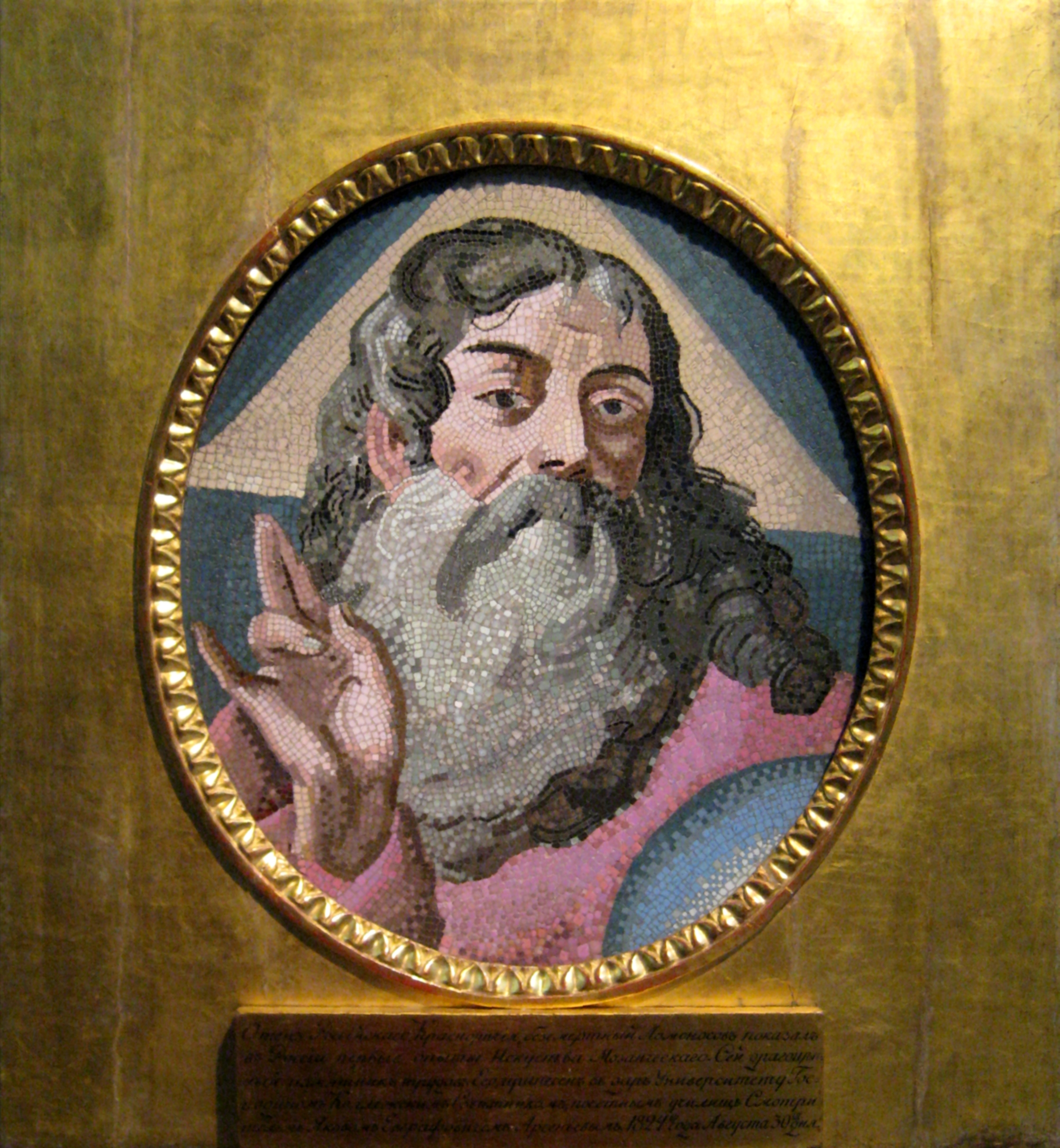
Мозаичная икона работы Ломоносова, которая до сер. XX века хранилась у ректора МГУ, и профессора прикладывались к ней по праздникам

Мозаики М. В. Ломоносова — часть деятельности учёного, которая сочетает в себе продвижение двух важных и тесно взаимосвязанных направлений его творчества: развития основанной им науки о стекле, здесь — прикладной, поставленной на службу особому виду стеклоделия — варке так называемого глухого стекла, смальт — удивительного по красоте материала, пригодного для художественных целей, — создания разнообразных мозаичных произведений — в данном случае, основному направлению, подразумевающему удовлетворение достаточно широкого круга интересов и потребностей — от утилитарных объектов (бисера, наборных столешниц, аксессуаров, декора мебели и малых архитектурных форм, элементов интерьера) до самостоятельных произведений изобразительного искусства — «мозаичных картин» и монументальных панно, к возрождению этого забытого ремесла и искусства.

## Мозаичная мастерская и фабрика
Организация мозаичной мастерской и фабрики шла намного успешней, чем некогда — строительство первой лаборатории.
В это время М. В. Ломоносов уже не какой-то безвестный адъюнкт, а профессор Академии. О его открытиях знают за границей, его имя часто звучит при дворе императрицы. «Враждебные ему группировки мелких академических людишек не смеют поднять свой голос и стараются мешать и вредить исподтишка».

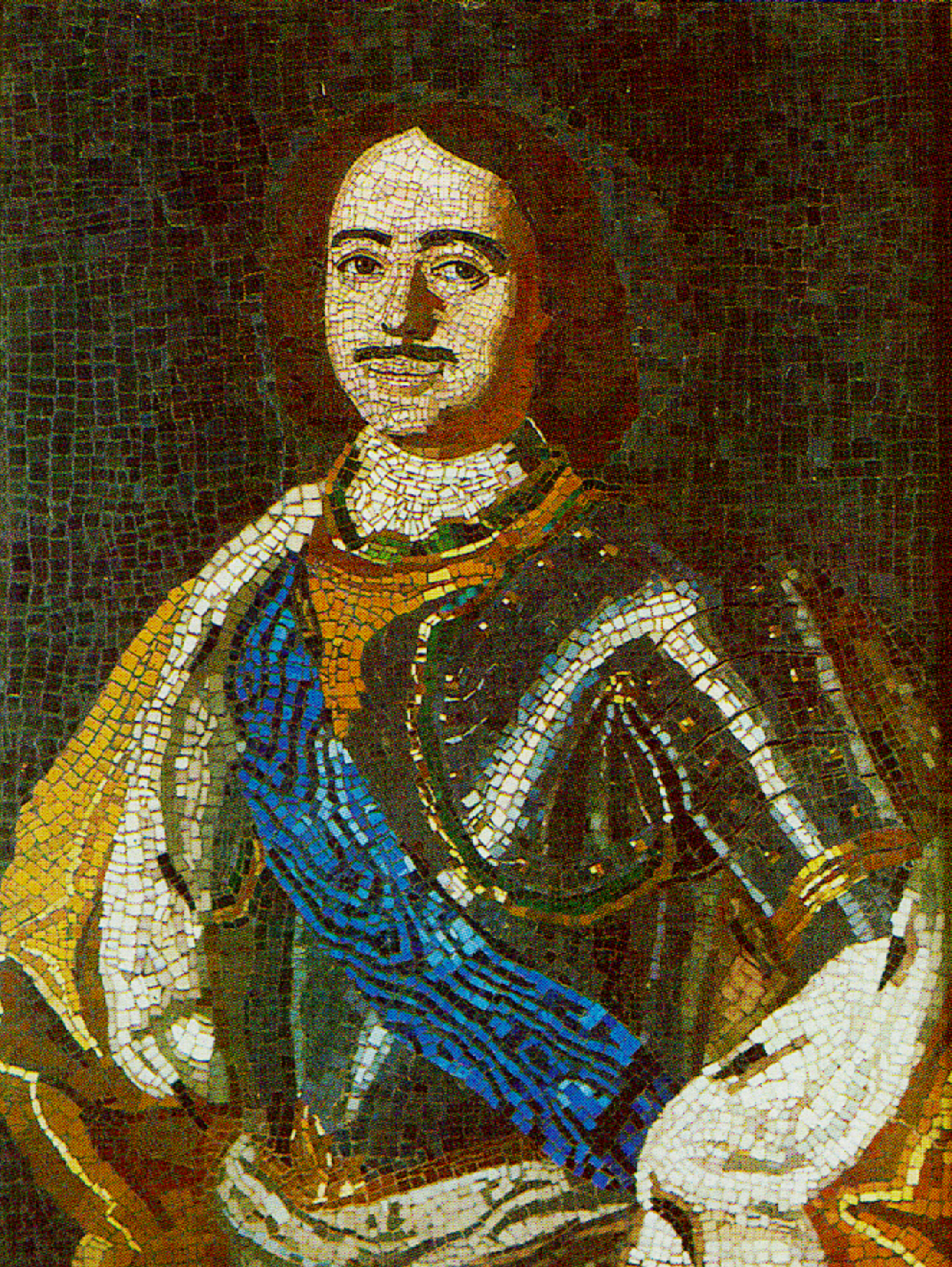
Портрет Петра I. Мозаика. Набрана М. В. Ломоносовым. 1754. Эрмитаж

Неукротимая энергия учёного, решительность, способствовали тому, что его чаяниям суждено было сбыться: в специальной пристройке к его дому на Васильевском острове открывается мастерская для набора мозаичных картин, и в ней он начинает занятия с первыми своими учениками — художниками-мозаичистами Матвеем Васильевичем Васильевым и Ефимом Тихоновичем Мельниковым. А сам М. В. Ломоносов был первым в России человеком, который начал на собственном опыте и своими руками осваивать технику мозаичного набора. Он демонстрирует свойства безошибочного художественного чутья, благородный пафос замыслов; имея трезвый взгляд на искусство, М. В. Ломоносов в кратчайший срок становится руководителем группы художников, прославившихся созданием первоклассных мозаичных картин, по качествам своим сравнимых с лучшими живописными произведениями.
Профессор химии и советник Академии г-н Михаил Ломоносов начал изготовлять удивительный запас окрашенных стеклянных сплавов всех оттенков , какие только можно придумать, резать их на мелкие и мельчайшие кубы, призмы и цилиндры и сперва удачно выполнил в мозаике образ Божьей матери с несравненного оригинала Солимены , в два фута высотой и полтора шириной. За этот удачный опыт он заслужил честь всемилостивейшего одобрения Ея императорского величества и большое вознаграждение. А Её величество отвела этой картине место среди икон в [своих] апартаментах.
Далее Я. Штелин сообщает о созданных в 1756 году «погрудном портрете Петра I и его дочери [Анны] — блаженной памяти герцогини Голштинской…», как достоинства он отмечает то, что «в портрете герцогини кружева исполнены из одних только маленьких осколков белого литика, и вообще швы набора или промежутки между кусочками смальты не видны более и наполовину так отчётливо, как в первых картинах, где между ними можно было положить почти мизинец». В то же время, В. К. Макаров находит, что как раз «исполненный Ломоносовым портрет Петра I. набранный крупными, неправильной формы кусками колотой смальты, является драгоценной реликвией высокой художественной культуры XVIII века и даёт один из самых выразительных, одухотворённых образов Петра» >. В 1757 году М. В. Ломоносов представляет Сенату программу, в которой намечается сооружение над могилой Петра Великого мозаичного монумента, а всю крепостную церковь — «выложить мозаичными картинами». В 1761 году Сенат поручил ему исполнение этого прекрасного, по словам того же Я. Штелина, проекта, уплатив несколько тысяч рублей «заранее или на подряд».

### «Полтавская баталия»

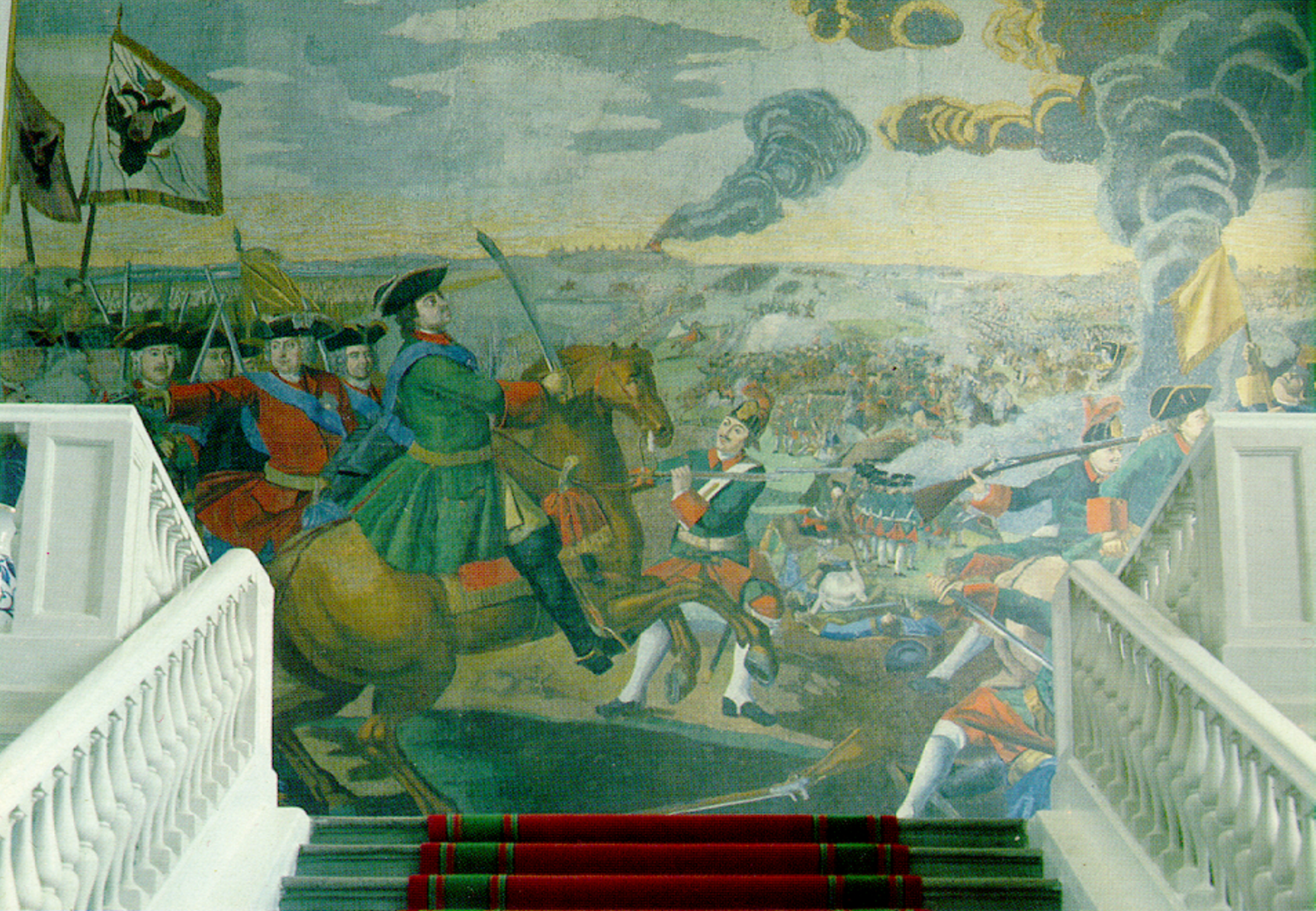
«Полтавская баталия». Мозаика М. В. Ломоносова в здании Академии Наук. Санкт-Петербург. 1762—1764

М. В. Ломоносов со всей энергией взялся за осуществление своих, хоть и «урезанных», но грандиозных для возрождения мозаики, замыслов, он начинает подготовку к созданию монументального панно «Полтавская баталия», для набора которой нужно было написать картину (картон). Был нанят «хороший городской живописец Л. З. Кристинек (ученик Фанцельта — копииста Грота)», которому в помощь даны были «жалкие новички из академической живописной школы и подобная же пара бедняг из Канцелярии от строений», как характеризует «членов исполнительской группы» Я. Штелин. И они «слепили» 14 футов длиной и 9 футов высотой «ужасно красивую и большую картину, которая должна была представлять Полтавскую баталию» (нем. ein abscheulich schön und großes Gemählde).
Мозаику такого размера завершили поздней осенью 1764 года, заключив в золочёную чеканную медную раму. Во время приезда в том же году в мастерскую на Мойке австрийского посла для осмотра «Полтавской баталии», М. В. Ломоносова вынесли из дома в креслах, поскольку болезнь ног уже не позволяла ему ходить.
После завершения этой работы М. В. Ломоносов начал немногим меньшую картину для мозаичного панно «Покорение Азова в 1696 году», но его кончина в следующем году прервала работу. Созданный Бухгольцом эскиз, вместе с тремя другими, которые должны были последовать за ней, М. В. Ломоносов намеревался поручить подправить её Торелли, но тот не принял всерьёз композицию, заявив. что «подправка» обернётся полной переделкой, на что М. В. Ломоносов выругался, оставшись при своём намерении…
Мнения о даровании М. В. Ломоносова как художника, если и не расходятся до противоречия, то дают его понимание, естественно, в различном преломлении. Искусствовед В. К. Макаров предоставляет оценку уже с высоты ретроспективного взгляда на роль его творчества, в большей степени независимо, нежели Я. Штелин — с неизбежными, но и закономерными для его современного явлению восприятия — обескураженностью и некоторым скепсисом, в значительной мере обусловленным бессознательным, но искренним сочувствием энергии и энтузиазму дерзновенного дилетанта, не имеющего способных исполнителей. И если первый справедливо сопоставляет ломоносовские мозаики с «монументальной мозаичной живописью нового времени», которая берёт своё начало как раз в масштабности и монументальности задуманного и осуществлённого М. В. Ломоносовым, то второй — констатирует, что для эскизов и картонов, служивших этому воплощению в натуре, не нашлось достойных живописцев, низводя роль мозаики до прикладной функции имитации живописи, хоть бы и монументальной, без осознания ценности её самостоятельных пластических особенностей. В то же время, именно понимание особенностей мозаики позволяло М. В. Ломоносову сознавать и отсутствие надобности досконального следования картону в материале, когда многое придёт к единству за счёт этих уникальных пластических свойств модульного набора.

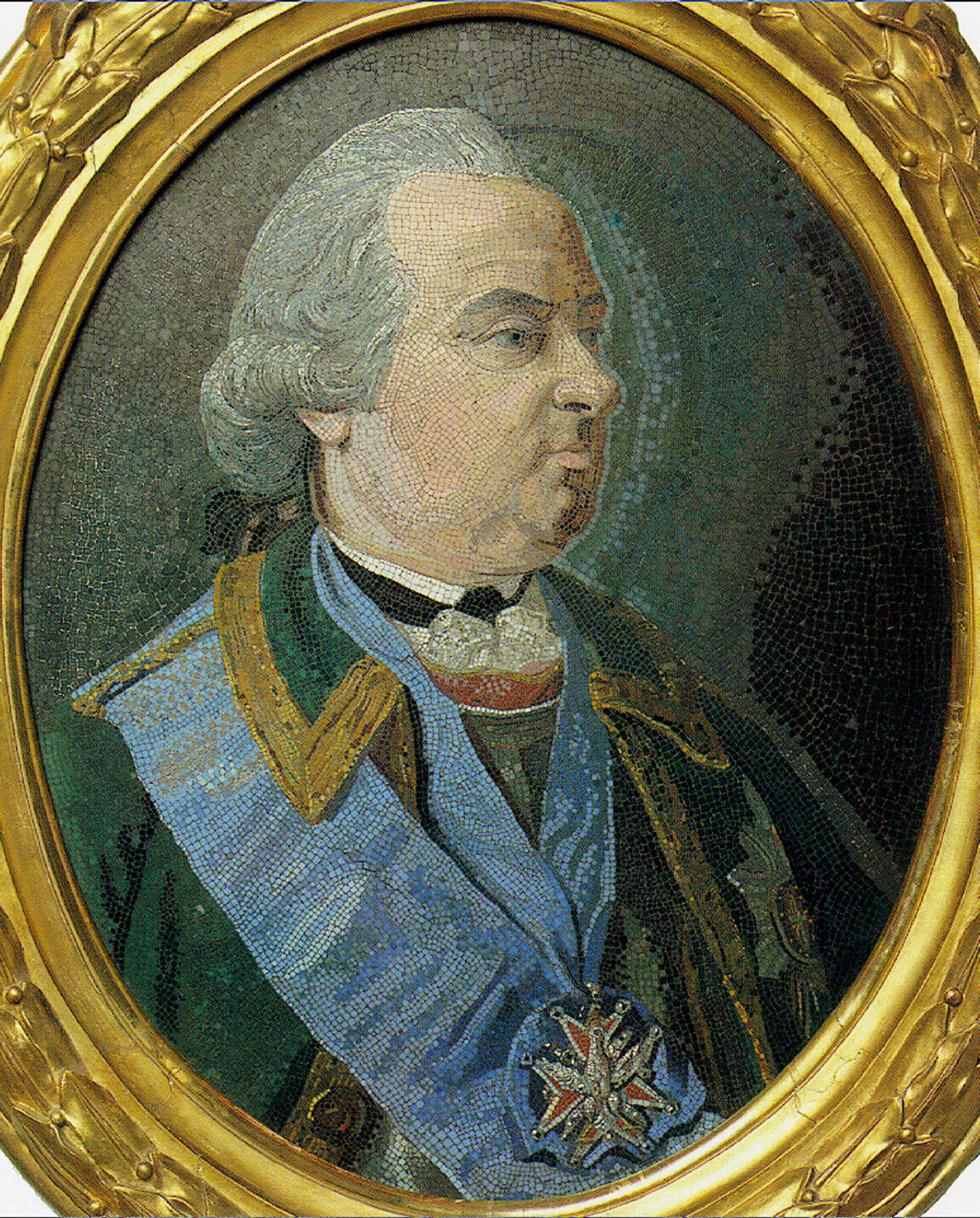
Мозаичный портрет П. И. Шувалова. Мастерская М. Ломоносова. 1785. Эрмитаж

Во всяком случае, именно Якоб Штелин, конечно, будучи потрясён, но и желая верить в целесообразность задуманного, предостерегал М. В. Ломоносова от создания мозаики по той «жалкой картине», которую представляла собой подготовленная работа; с другой стороны, вероятно, он, как и многие другие, в том числе профессиональные художники, не способен был во всей полноте представить ясно видевшееся М. В. Ломоносову, и уже созданное, в конце концов, своими масштабами и выразительностью ошеломившее Я. Штелина; не умея рисовать, М. В. Ломоносов, тем не менее, обладал очень ценным для художника даром обобщения, и способность к абстрагированию давала ему широту видения условного, монументального — свободу от натуралистического буквализма. тенетами которого обременено было восприятие «художественной правды» его оппонентов по этой части, в том числе и Я. Штелина. Большой знаток творчества последнего, К. В. Малиновский, объективно характеризует уровень и способность понимания им деятельности М. В. Ломоносова, отмечая, что «представления о художественной ценности мозаичных работ (восхищение иллюзорностью, имитацией масляной живописи) свидетельствуют, что в данном вопросе Штелин следовал вкусам своей эпохи и не мог быть беспристрастным арбитром. Ломоносов был ближе к нынешнему пониманию живописности картины и, соответственно, мозаики».
Первый современник-исследователь творчества М. В. Ломоносова даёт исчерпывающий каталог его наследия в мозаичном искусстве.— ни одна другая посвящённая этому работа уже не содержит такой полноты документальных сведений о сделанном им. Здесь названы известные портреты Петра I и П. И. Шувалова, «Полтавская баталия», несколько других знакомых по различным экспозициям произведений, сохранившихся или упоминаемых исследователями: «Апостол Пётр» (1761), св. Александр Невский (1757—1758), погрудный профиль Екатерины II (1763), портрет великого князя Петра Фёдоровича (1758—1759), портрет великой княгини Елизаветы Петровны (1758—1760), портрет графа М. И. Воронцова (1765); но Якоб Штелин упоминает ряд произведений самого М. В. Ломоносова и его мастерской, не упоминаемые никакими другими источниками: портрет великого князя Павла Петровича, два пейзажа (1765—1766), портрет графа Г. Г. Орлова (1764), св. Пётр (с картины П.-П. Рубенса).
Подводя итог этому последнему разделу творчества М. В. Ломоносова, завершающему его служение и науке и искусству, Н. Н. Качалов в таких словах отмечает основные его результаты:
Разработана и внедрена в лабораторную практику подлинно научная методика экспериментального исследования с соблюдением строгого постоянства условий опытов, с точным учётом наблюдаемых явлений, с систематизированным хранением образцов и с ведением лабораторного журнала.
Проведено первое, строго научное капитальное исследование действия на стекло разнообразных минеральных красителей и заложены начала методики изучения влияния состава стекла на его свойства.
При крайне ограниченном количестве известных в то время минеральных красителей разработана рецептура многочисленных цветных стёкол с применением самых передовых методов химико-лабораторного экспериментирования.
Разработана богатейшая палитра мозаичных смальт.
Осуществлено внедрение методики варки цветных стёкол и производство, в результате чего отечественные стекольные заводы начали выпускать разнообразно расцвеченные художественные изделия.

Построена стекольная фабрика, передовая по оборудованию и методам работы, предназначенная для производства различных художественных изделий из цветного стекла по технологии, разработанной Ломоносовым.